# Héctor Silva (rugbista)

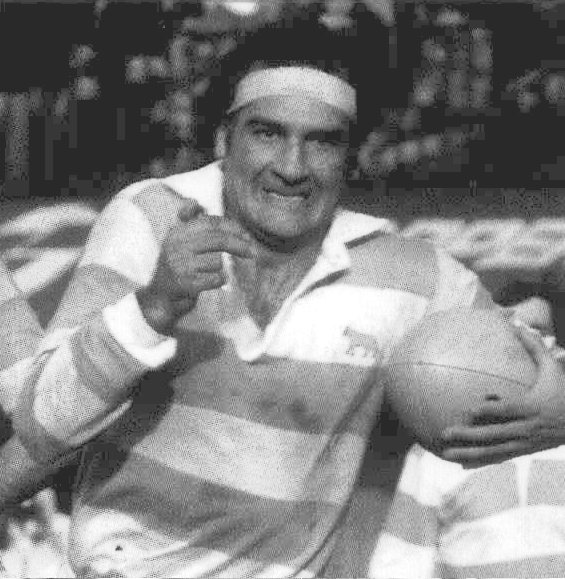
Silva con los Pumas, años 1970.

Héctor Luis Silva (La Plata, 10 de septiembre de 1944-La Plata, 17 de mayo de 2021) fue un veterinario, rugbista y entrenador argentino que se desempeñaba como octavo. Fue internacional con los Pumas de 1965 a 1980 y su director técnico entre 1985 y 1987.

## Biografía
Se recibió de Doctor en Ciencias Veterinarias por la Universidad Nacional de La Plata en 1971, ejerció como docente en su Facultad de Ciencias Veterinarias de la Universidad Nacional de La Plata hasta 1978 y publicó varios trabajos. En 1980 la Fundación Konex, en la primera ceremonia de los Premios Konex, le entregó el Diploma al Mérito por su aporte al deporte argentino.
Tras su retiro, continuó su actividad como entrenador paralelamente a su papel en la administración pública y como dirigente de Los Tilos. Ocasionalmente colaboró como consultor deportivo y comentarista para la prensa.
Falleció el 17 de mayo de 2021 a causa de COVID-19 luego de estar internado dos semanas.

## Selección nacional
El sudafricano Izak Van Heerden lo convocó al seleccionado en mayo de 1965 para la gira al sur de África. El tour pasó a la historia con la trascendental victoria sobre los Emerging Springboks y la imposición del apodo Pumas al combinado nacional, de la prensa sudafricana, por el juego agresivo y el coraje mostrados.
Ángel Guastella lo nombró capitán en 1967 y mantuvo el puesto hasta su polémica exclusión en 1971, cuando la Unión Argentina de Rugby lo suspendió por violar la política de no profesionalidad; Silva aceptó aparecer en un anuncio de televisión.
En 1978 Guastella regresó como entrenador, armó un plantel desde cero (el apartamiento del capitán por un caso de profesionalidad que originó un caos en la selección, cuando muchos de sus compañeros le demostraron lealtad y renunciaron al equipo) y convocó nuevamente a Silva; tras siete años de ausencia. Terminó su carrera internacional en agosto de 1980, jugando contra World XV en Buenos Aires y en total: disputó 24 partidos y marcó 5 tries.

### Sudamérica XV
En 1980 formó parte de Sudamérica XV y participó de la polémica gira a Sudáfrica, país que en aquel entonces imponía el apartheid y se encontraba suspendido de eventos deportivos. Los Springboks ganaron ambas pruebas, luciendo a Naas Botha, Morné du Plessis, Gerrie Germishuys, Rob Louw, Louis Moolman, Ray Mordt, Gysie Pienaar y Theuns Stofberg.

## Entrenador
Tras dos años entrenando a Los Tilos, fue nombrado técnico de la selección argentina junto a Ángel Guastella. Ambos fueron despedidos después de que Argentina no llegara a la fase eliminatoria en la Copa Mundial de Rugby de 1987.

## Palmarés
- Campeón del Torneo Sudamericano de 1991, 1993
- Campeón del Desafío Yves du Manoir de 2002.
- Campeón del Torneo de la URBA de 1995.